# Contea di Wilkes (Georgia)
La contea di Wilkes (in inglese Wilkes County) è una contea dello Stato della Georgia, negli Stati Uniti. La popolazione al censimento del 2000 era di 10 687 abitanti. Il capoluogo di contea è Washington.